# Lulit Stállojávri
Lulit Stállojávri (samiska), tidigare skrivet Lulep Stalojaure, på finska Alanen Taalujärvi, är en sjö i Kiruna kommun i Lappland och ingår i Torneälvens huvudavrinningsområde. Sjön har en area på 10,1 kvadratkilometer och ligger 352,1 meter över havet. Sjön avvattnas av vattendraget Stalojåkka.
Byn Salmi ligger vid sjön.

## Delavrinningsområde
Lulit Stállojávri ingår i det delavrinningsområde (757522-168395) som SMHI kallar för Utloppet av Lulep Stalojaure. Medelhöjden är 488 meter över havet och ytan är 92,7 kvadratkilometer. Räknas de 13 avrinningsområdena uppströms in blir den ackumulerade arean 266,68 kvadratkilometer. Stalojåkka som avvattnar avrinningsområdet har biflödesordning 2, vilket innebär att vattnet flödar genom totalt 2 vattendrag innan det når havet efter 435 kilometer. Avrinningsområdet består mestadels av skog (65 procent) och kalfjäll (21 procent). Avrinningsområdet har 10,99 kvadratkilometer vattenytor vilket ger det en sjöprocent på 11,9 procent.